# 6843 Геремон
6843 Геремон (6843 Heremon) — астероїд головного поясу, відкритий 9 жовтня 1975 року.
Тіссеранів параметр щодо Юпітера — 3,462.